# 리다우트산

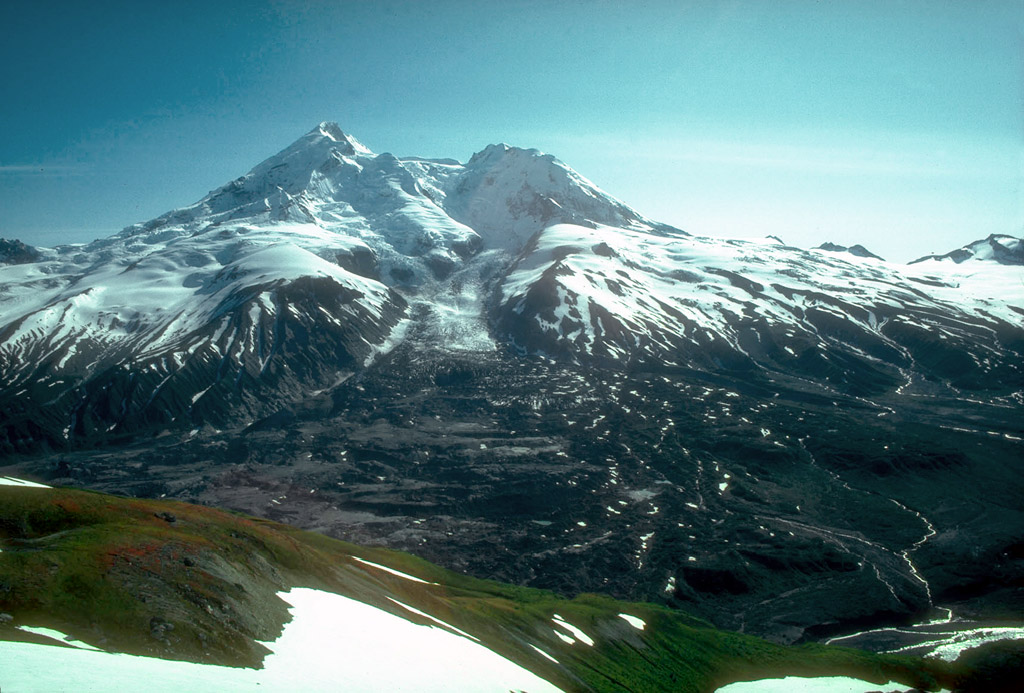

리다우트산(Mount Redoubt)은 알래스카의 알류산산맥에 속한 화산으로, 해발 3,109m이다. 이 화산은 빙하가 뒤덮인 성층 화산으로, 활화산이다. 1989년 분화한 적이 있는데, 그 당시 버섯구름 모양의 어마어마한 양의 화산재를 분출했다. 그 이후에도 화산재의 영향으로 근처를 지나던 비행기가 통신과 비행에 장애를 겪은 적이 있었다. 2009년 3월에도 다시 분화하는 등 활동을 이어가고 있다.